# Milano Libri
Milano Libri è stata una casa editrice italiana attiva tra gli anni sessanta e settanta. È stata licenziataria per l'Italia dei fumetti di Schulz e di altri personaggi.

## Storia
Nel 1962 nasce a Milano in via Verdi, a due passi dalla Scala, la libreria "Milano Libri", gestita dalla moglie di Giovanni Gandini, Anna Maria Gregorietti, insieme alle amiche Laura Lepetit e Vanna Vettori, e frequentata da un gruppo di intellettuali e amici (oltre a Gandini: Bruno e Franco Cavallone, Ranieri Carano, Francesco “Ciccio” Mottola, Salvatore Gregorietti, Vittorio Spinazzola, Elio Vittorini, Umberto Eco e Oreste Del Buono). Grazie all'iniziativa di Gandini, per tradurre e pubblicare per la prima volta in Italia i fumetti dei Peanuts, battendo sul tempo la Bompiani, nasce l'omonima casa editrice, "Milano Libri", che esordisce pubblicando nel 1963 Arriva Charlie Brown!, seguito l'anno successivo da Il secondo libro di Charlie Brown.
Il successo dei due libri spinge Gandini a creare una rivista dedicata ai fumetti: nel 1965 fonda linus, il cui primo numero esce nell'aprile dello stesso anno, con gli scritti di Vittorini, Eco e Del Buono (OdB) insieme ai fumetti di Schulz. La nuova rivista raggiunge una tiratura di 110 000 copie, prima di essere ceduta nel 1971, insieme alla casa editrice, a Rizzoli. Nel catalogo della Milano Libri, oltre ai volumi dedicati ai Peanuts, c'erano tra gli altri, Topor, Copi, Li'l Abner di Al Capp, Jules Feiffer, Sempé, Pogo di Walt Kelly, gli Addams, Valentina di Guido Crepax, Fernando Arrabal e Bristow di Frank Dickens.